# Los Angeles Country Club
De Los Angeles Country Club is een countryclub in de Verenigde Staten. De club werd opgericht in 1897 en bevindt zich in Los Angeles, Californië. De club beschikt over twee 18-holes golfbanen met een par van 70.
De twee golfbanen hebben een eigen naam: de "North"-baan en de "South"-baan en beide werden opgericht in 1897. De "North"-baan werd ontworpen door de golfbaanarchitecten Gil Hanse en George C. Thomas Jr. en heeft een hogere moeilijkheidsgraad dan de "South"-baan die door Herbert Fowler werd ontworpen.

## Golftoernooien
Voor het golftoernooi gebruikt de club altijd de "North"-baan en de lengte van de baan voor de heren is 6410 m met een par van 70. De course rating is 74,6 en de slope rating is 139.
- Los Angeles Open: 1926, 1934-1936 & 1940